# Karolinska Universitetssjukhuset
Karolinska Universitetssjukhuset is een van de grootste ziekenhuizen in Zweden, gelegen in twee gemeenten: Solna en Huddinge in de provincie Stockholms län.
Dit ziekenhuis ontstond na een fusie in 2004 tussen het voormalige Huddinge Universiteitsziekenhuis (Huddinge Universitetssjukhus) in Huddinge, ten zuiden van Stockholm en het Karolinskaziekenhuis (Karolinska Sjukhuset) in Solna, ten noorden van Stockholm.
Het ziekenhuis is nauw verbonden met het Karolinska-instituut.